# Утида, Хяккэн
Хяккэн Утида (яп. 内田 百間), настоящее имя Эйдзо Утида (яп. 内田 榮造); 29 мая 1889 года, Окаяма, префектура Окаяма, Япония) — 20 апреля 1971 года, Токио, Япония) — японский поэт и писатель.

## Биография
Эйдзо Утида родился 29 мая 1889 года в городе Окаяма, в префектуре Окаяма, в Японии. Он был единственным сыном в зажиточной семье изготовителя сакэ Хисаёси и его жены Мине. У писателя было счастливое детство, во многом благодаря его бабушке. Со смертью отца в 1905 году семейное дело пришлось свернуть, и юный Эйдзо Утида впервые столкнулся с нуждой.
В 1910 году он поступил на факультет немецкой литературы в гуманитарный колледж Токийского императорского университета и вошёл в литературное и интеллектуальное общество, созданное известным писателем Нацумэ Сосэки (1867—1916). Тогда же им были написаны первые хайку под псевдонимом Хяккэн.
В 1912 году он женился на Хорино Киёсико, сестре своего друга. В этом браке у него родились два сына и три дочери. Овдовев в 1964 году, писатель снова женился на Сато Кохи.
В 1914 году он завершил образование, защитив диплом по роману Германа Зудермана «Заклятие фрау Зорге». В том же году писатель познакомился с Рюноскэ Акутагавой, по рекомендации которого его приняли на место преподавателя немецкого языка со званием профессора в Японскую императорскую военную академию, где он проработал до 1925 года.
В 1929 году он получил место в университете Хосей в Токио, откуда уволился в 1934 году, посвятив себя полностью литературной деятельности. Через два года, в возрасте 24 лет, умер его старший сын. В 1939 году писатель отправился в путешествие на Тайвань, которое подробно описал в своём дневнике.
В 1942 году, в разгар Второй мировой войны, он отказался вступить в государственную милитаристскую писательскую организацию. Во время бомбардировки Токио авиацией США в 1945 году сгорел его дом, и писатель поселился в сарае. Только в 1948 году он смог снова улучшить свои жилищные условия. Всё это время писатель продолжал вести дневник.
В 1967 году ему было присвоено звание академика Академии искусств Японии, но он отказался принять его.
Хяккэн Утида умер 20 апреля 1971 года в Токио.

## Литературная деятельность
Творчество Хяккэна Утиды неразрывно связано с японской литературной традицией. Он часто обращался к традиционным формам хайку и дзуйхицу. Произведения писателя написаны в стиле японского фэнтези (генсо бунгаку). В них автор, поднимая критические вопросы современного ему мира, демонстрирует чувство юмора и тонкое представление о психологии героев.
Первая книга писателя «Царство теней» — восемнадцать историй-сновидений, была издана в 1922 году. Его последняя книга была издана посмертно в 1971 году.
Он стал прототипом главного героя последнего фильма режиссёра Акиры Куросавы «Ещё нет» (1993).